# Дъглас (окръг, Южна Дакота)
Вижте пояснителната страница за други населени места с името Дъглас.
Окръг Дъглас (на английски: Douglas County) е окръг в щата Южна Дакота, Съединени американски щати. Площта му е 1124 km², а населението – 2931 души (2017). Административен център е град Армор.